# Goričko

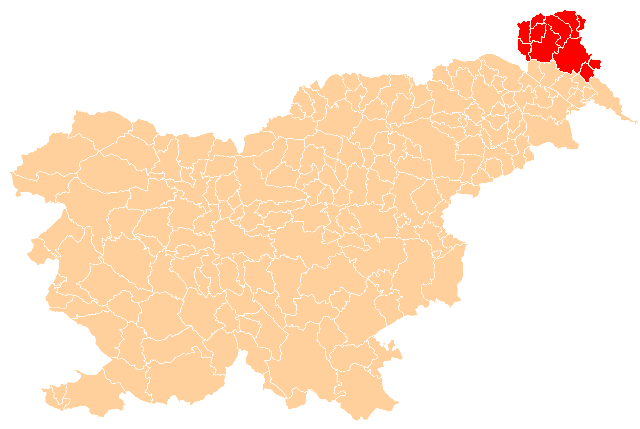
A Vendvidéki-dombság fekvése Szlovéniában

Goričko dombos tájegység Szlovénia északkeleti sarkában, a magyar-osztrák-szlovén hármashatár közelében, a Mura és a Rába között, a Muravidék északi részén, Pomurska statisztikai régióban. Manapság a helyi magyarok is e nevet használják a tájra sajtójukban. A kisebbségi magyar irodalomban gyakran Goricskó alakban szerepel. Kevésbé ismert a kiegyezés utáni névmagyarosítás során megalkotott magyar elnevezése: Vendvidéki-dombság.
Részben átfedésben van a magyar Őrséggel. A 2003. október 9-én létrehozott Őrség-Goričko-Raab magyar-szlovén-osztrák tájvédelmi körzet része. Délről az ún. Ravensko határolja, amely síkvidéki terület.
Lakossága szlovén és magyar; hagyományosan az egyes falvakat az egyik vagy másik nemzetiség lakta túlnyomó többségben. Szlovén részről a magyar oldalon lévő szlovén lakosságú falvakat is ehhez a tájegységhez számítják.
Főbb helységei: Felsőlendva (Grad), Kebeleszentmárton (Kobilje), Kuzma (Kuzma), Őrihodos (Hodoš), Péterhegy (Gornji Petrovci), Sal (Šalovci), Szarvaslak (Rogasovci) és  Vashidegkút (Cankova). Központi települése nincs.
A tájegység (és egyben az egész Őrség–Vendvidék) legmagasabb pontja a 413 m-es Boreča, a felsőszölnöki határátkelőtől 2 km-re délre, Borháza mellett.
Éghajlata nedves kontinentális, az évi csapadékmennyiség 850 mm, ami a legkevesebb Szlovéniában. Talaja savanyú erdőtalaj, gyengén termő, földművelésre kevéssé alkalmas; inkább az állattenyésztés és gyümölcstermesztés jelentős. A parasztgazdaságok kicsik és szétaprózottak, a népsűrűség alacsony.